# Eupolybothrus tridentinus
Eupolybothrus tridentinus är en mångfotingart som först beskrevs av Fanzago 1874.  Eupolybothrus tridentinus ingår i släktet Eupolybothrus och familjen stenkrypare. Inga underarter finns listade i Catalogue of Life.